# Eupithecia fagicolaria
Eupithecia fagicolaria là một loài bướm đêm trong họ Geometridae.